# 三工站
三工站（維吾爾語：سەنگۇڭ بېكىتى‎‎，拉丁维文：Sen'gung békiti）是乌鲁木齐地铁1号线的地铁车站，位于中国新疆维吾尔自治区乌鲁木齐市新市区北京北路与无锡街交叉口，于2018年10月25日开通。

## 车站结构

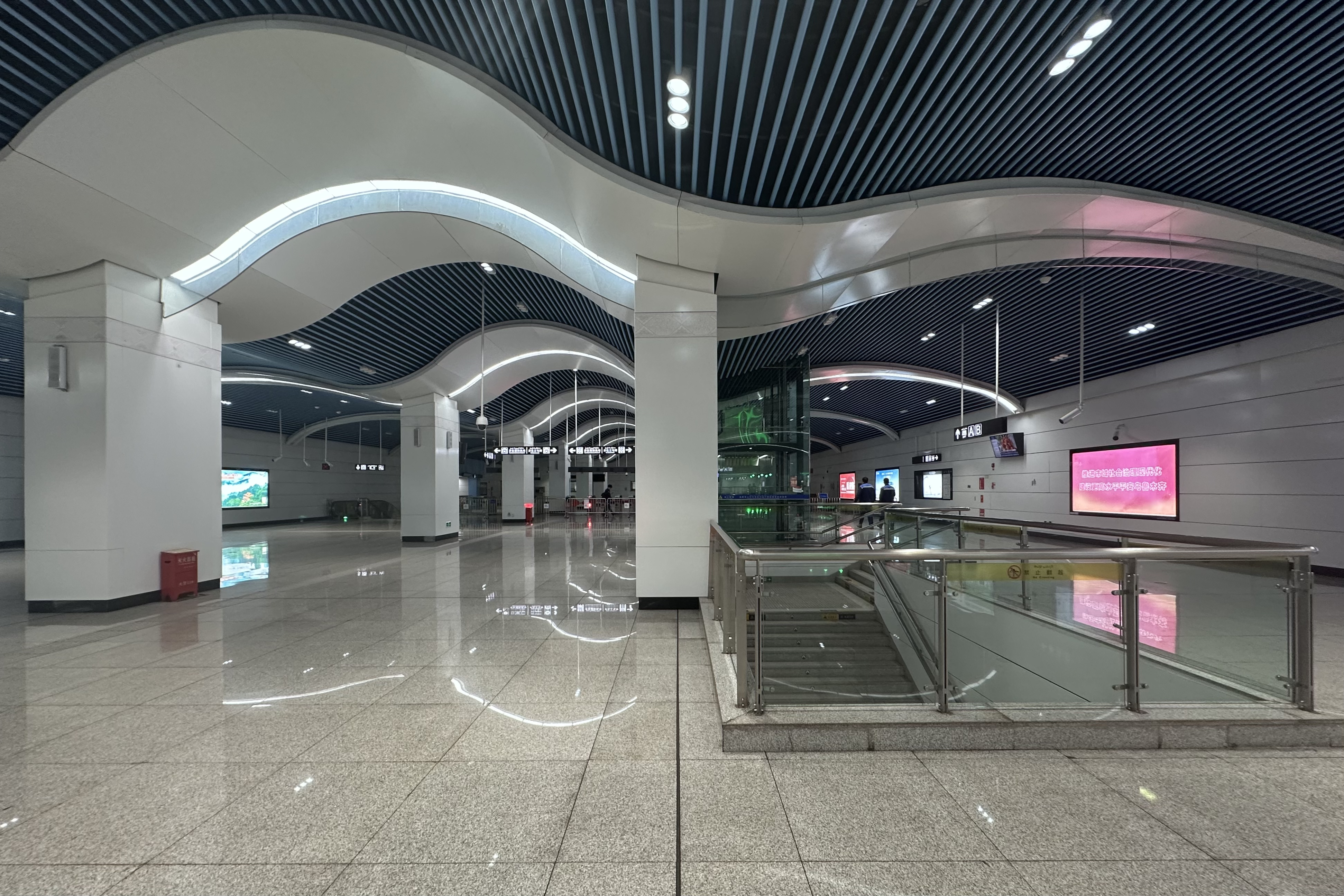
站厅

三工站沿北京北路南北向设置，为地下二层一岛一侧混合式站台车站，车站长331米，宽27.75米，车站地下一层为站厅层，地下二层为站台层，车站东侧设有一个岛式站台，下行线使用其中东侧轨道，西侧为侧式站台，供上行列车使用，中部轨道为出入段线，连通百园路车辆段，并预留远期下行延伸线使用，站台设置全高站台门。除中部轨道外，车站北侧还由上行线分设一条出入段线，作为预留远期上行延伸线，同时设有两组交叉渡线。
| 地面              | 出入口 | A、B出入口 |
| 地下一层          | 站厅   | 客服中心、自动售票机、验票机 |
| 地下二层          | 站台   | \| 側式 · 開右邊车门 \| \| \| \| \| \| █ 1号线往国际机场（宣仁墩） \| \| \| \| █ 1号线出段线 \| \| 島式 · 開左邊车门 \| \| \| \| \| \| █ 1号线往三屯碑（迎宾路口） \| |
| 側式 · 開右邊车门 |        | |
|                   |        | █ 1号线往国际机场（宣仁墩） |
|                   |        | █ 1号线出段线 |
| 島式 · 開左邊车门 |        | |
|                   |        | █ 1号线往三屯碑（迎宾路口） |

## 车站出口
三工站目前开放2个出口，各出口及周围设施如下所示：
| 编号                | 出入口信息                               | 照片 | 无障碍设施 |
| ------------------- | ---------------------------------------- | ---- | ---------- |
| A · 出口            | 北京北路西侧，蓝盾小区                   |      | 不適用     |
| B · 出口 · （设有） | 无锡街北侧，新疆生产建设兵团第十二师中学 |      |            |
| 图例： 设有         |                                          |      |            |

## 接驳交通

### 公交车
- 兵团看守所：56路，76路，152路，506路，507路，1212路，3003路，3006路，3007路，5302路，D013路
- 三工地铁口：软件园1A路

## 车站历史
- 2018年10月25日，车站随1号线北段通车开通[1]。
- 2020年
  - 2月2日，受新冠疫情影响，车站暂停运营[3]。3月11日，车站恢复运营[4]。
  - 7月16日，受新冠疫情影响，车站暂停运营[5]。9月20日，车站恢复运营[6]。